# Mirrored Aztec
Mirrored Aztec è il 31° album in studio del gruppo musicale statunitense Guided by Voices, pubblicato nel 2020 negli Stati Uniti d'America dalla propria etichetta discografica, la Guided By Voices Inc..

## Tracce
Tutti i brani sono stati scritti da Robert Pollard.
| 1. I Think I Had It. I Think I Have It Again | 1:53 |
| 2. Bunco Men                                 | 2:22 |
| 3. Citizen's Blitz [New Version]             | 1:59 |
| 4. To Keep An Area                           | 2:21 |
| 5. Easier Not Charming                       | 1:28 |
| 6. Please Don't Be Honest                    | 2:29 |
| 7. Show Of Hands                             | 2:55 |
| 8. Lip Curlers                               | 2:07 |
| 9. Math Rock                                 | 2:26 |
| 10. Transfusion                              | 3:23 |
| 11. Biker's Nest                             | 1:53 |
| 12. A Whale Is Top Notch                     | 1:04 |
| 13. I Touch Down                             | 1:48 |
| 14. Haircut Sphinx                           | 2:22 |
| 15. Screaming The Night Away                 | 1:57 |
| 16. Thank You Jane                           | 3:07 |
| 17. The Best Foot Forwards                   | 2:26 |
| 18. Party Rages                              | 2:23 |

## Formazione
- Robert Pollard – voce
- Doug Gillard – chitarra
- Bobby Bare Jr. – chitarra
- Mark Shue – basso
- Kevin March – batteria